# Alexis Weissenberg

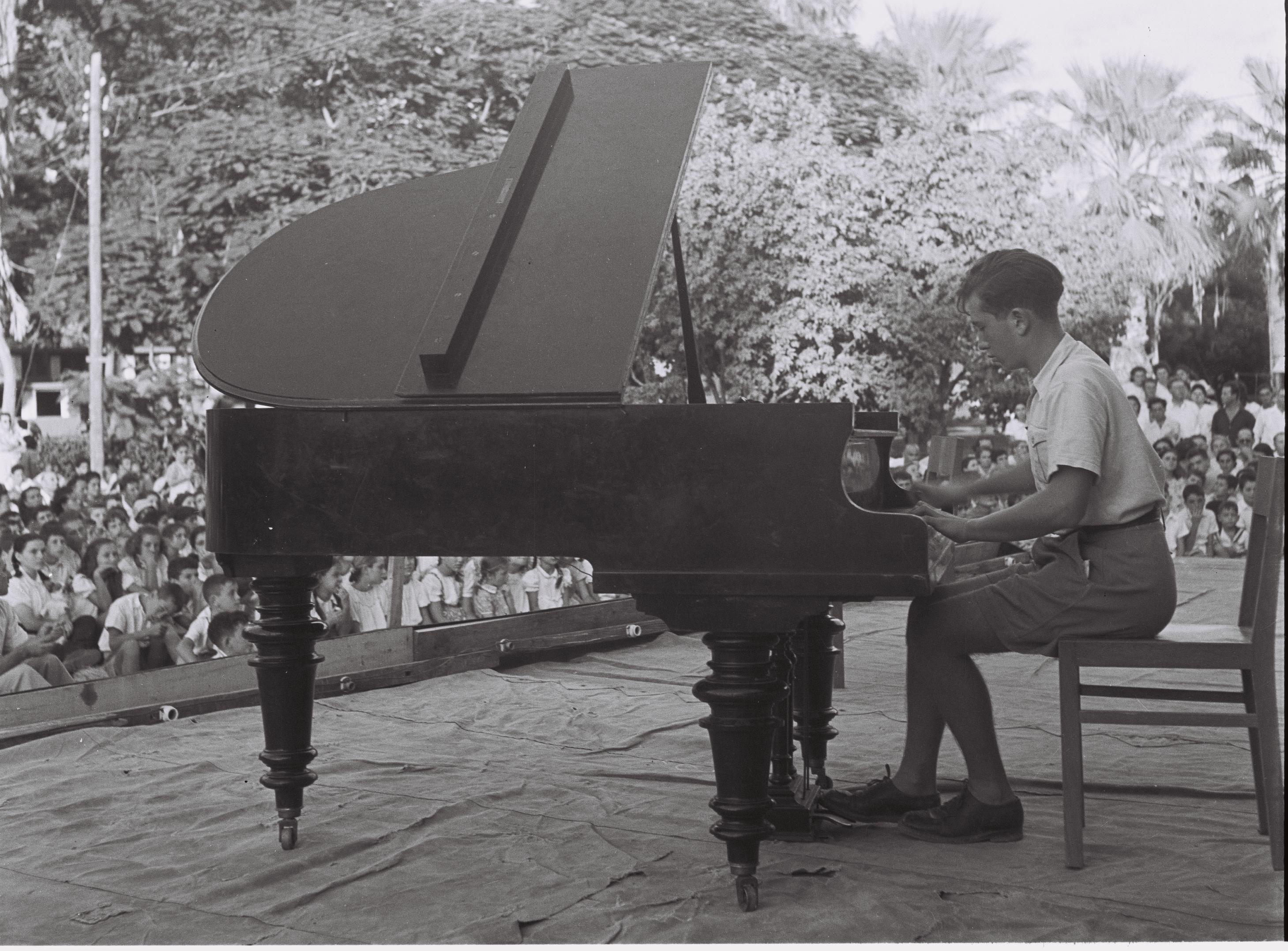
Alexis Weissenberg, 1947

Alexis Sigismund Weissenberg (bulgarisch/kyrillisch geschrieben Алексис Сигизмунд Вайсенберг, * 26. Juli 1929 in Sofia; † 8. Januar 2012 in Lugano, Schweiz) war ein bulgarischer Pianist und Komponist.

## Leben
Alexis Weissenberg, ein Einzelkind aus jüdischer Familie, hörte schon als Dreijähriger mit seiner Mutter täglich Musik und nahm spielerisch an der Kammermusik teil, die sie mit ihren Geschwistern veranstaltete. Etwa mit vier Jahren gab sie ihm den ersten Unterricht am Klavier, täglich eine halbe Stunde. Pantscho Wladigerow wurde etwas später sein Lehrer, auch für Komposition. In dessen Haus lernte er viele bedeutende Musiker kennen, darunter den Pianisten Dinu Lipatti.
Mit zehn Jahren gab Weissenberg sein erstes Konzert. Darin spielte er drei Inventionen von Johann Sebastian Bach, einige Stücke aus Robert Schumanns Album für die Jugend, op. 68, von Ludwig van Beethoven »Die Wut über den verlorenen Groschen«, op. 129, eine Improvisation von Pantscho Wladigerow und eine selbst komponierte Etüde in G-Dur, auf die er besonders stolz war und die er im letzten Moment nach Es-Dur transponierte, weil das für ihn besser klang.
1941 wurden die Lebensumstände in Bulgarien durch den Krieg und den zunehmenden Antisemitismus so schwierig, dass die Mutter mit Alexis in die Türkei fliehen wollte, wo einer ihrer Brüder lebte. Mit sehr wenig Gepäck und einem Akkordeon machten sie sich auf die Reise. Ihre gefälschten Papiere wurden von deutschen Kontrolleuren entdeckt, und sie mussten drei Monate in einem Lager zubringen. Weissenbergs musikalisches Talent rettete ihn und seine Mutter vor der Deportation nach Polen und damit vor dem Tod. Ein Wachsoldat entdeckte das Akkordeon und ließ sich von Weissenberg jeden Tag darauf Schubert vorspielen. Dieser Wachsoldat verhalf ihnen zur Flucht über die türkische Grenze, so dass sie nach Istanbul gelangen konnten. Dort warteten sie monatelang auf gültige Papiere, um nach Haifa in Palästina weiterzureisen, wo Verwandte der Mutter sie bei sich aufnahmen.
Erst als sie nach Jerusalem umzogen, bekam Weissenberg wieder guten Klavierunterricht an der Jerusalemer Musikakademie bei Professor Schröder. Er war inzwischen 14 Jahre alt und spielte sehr bald das 3. Klavierkonzert von Beethoven mit dem „Palestine Broadcasting Service Orchestra“ von Jerusalem. Im Jahr darauf wurde er zu seiner ersten großen Konzerttournee durch Südafrika eingeladen mit fünfzehn Konzertabenden, an denen er fünf verschiedene Klavierkonzerte spielte und vier verschiedene Soloprogramme. Wieder in Jerusalem, der Krieg war gerade zu Ende, wurde er von Leo Kestenberg, dem damaligen Leiter des Palestine Orchestra, eingeladen, jedes Jahr eins der Saison-Konzerte zu spielen. Das dritte dirigierte Leonard Bernstein. Diese Erfahrung mit diesem Dirigenten bewog ihn, zum weiteren Studium nach New York zu gehen, ausgerüstet mit Empfehlungsschreiben Kestenbergs an Arthur Schnabel und Vladimir Horowitz.
1946–1949 studierte er an der Juilliard School bei Wanda Landowska, Artur Schnabel und Olga Samaroff. Horowitz riet ihm, sich am internationalen Leventritt-Wettbewerb zu beteiligen, und er gewann 1947 den ersten Preis. Danach gewann er noch die Youth Competition in Philadelphia. Seine ersten großen Konzerte gab er mit George Szell und Eugene Ormandy als Dirigenten.
Auch seine ersten Schallplatten-Aufnahmen bei dem Label »Lumen« sorgten für internationale Aufmerksamkeit. Seine Interpretationen der h-moll-Sonate von Liszt und dessen Petrarca-Sonetten, eines Nocturnes oder einer Etüde für die linke Hand von Skrjabin lassen seine perfekte Technik und scharfsinnigen Werkanalysen hören, ebenso seinen schlanken, kristallklaren Ton, z. B. in Carl Czernys »La Ricordanza«.
Nach einer Konzertpause zwischen 1956 und 1965, in der er sein Repertoire erweiterte, gelang ihm ein Comeback in Paris und in den USA (Carnegie Hall in New York), dem eine internationale Karriere auch in Europa und Japan folgte. Er wurde der Konzertpartner u. a. für Lorin Maazel, Herbert von Karajan, Seiji Ozawa und Carlo Maria Giulini.

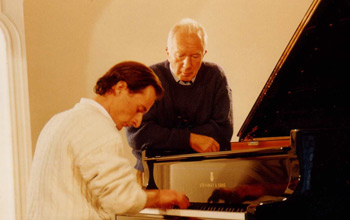
Alexis Weissenberg mit François Weigel während eines Meisterkurses in Engelberg, 1995

In seinen späteren Lebensjahren musste sich der Pianist aus Krankheitsgründen vom Konzertbetrieb zurückziehen, war aber weiterhin als Lehrer tätig, u. a. bei Meisterklassen im Kloster Engelberg in der Schweiz, und gehörte viele Jahre bei internationalen Musikwettbewerben zur Jury.
Im Mai 2007 wurde Alexis Weissenberg in Sofia die Ehrendoktorwürde der Nationalen Musikakademie „Prof. Pantscho Wladigerow“ verliehen.
Alexis Weissenberg lebte in der Schweiz. In seinen Meisterkursen stellte er sich auf die individuelle Begabung der Studierenden ein; sie sollten keine vorgefasste Interpretationsmeinung vertreten, da es die für ihn nicht gab.
Er war einmal verheiratet. Aus dieser Ehe gingen die Töchter Maria Weissenberg de Reparaz und Cristina Weissenberg de Reparaz hervor. Cristina war verheiratet mit Gregorio Marañón y Bertrán de Lis, dem gegenwärtigen Marqués de Marañón, und lebt in der Nähe von Madrid.

## Der Pianist

### Aussagen über Weissenbergs Kunst
Weissenberg sagt über sich selbst:

„Zwei Aspekte meiner Persönlichkeit bestimmen alles, was ich in der Musik tue, und sie sind völlig konträr: Meine Seele ist logisch, mein Körper jedoch temperamentvoll. Gefühlsmäßig bin ich Slawe: ich durchlebe Höhen und Tiefen, ich bin launisch und kann sehr sentimental und sehnsüchtig sein. Mit dieser Sehnsucht meine ich eine abenteuerliche Reise in Körper und Kopf, greifbarer als nur eine zwischenmenschliche Beziehung oder ein Liebeserlebnis. Die Ursache ist das Land, das man vermisst – das ganze Klima und die Topographie –, oder eine andere Person, die Aura eines anderen Menschen, der etwas für einen getan hat und der einem im Leben einfach fehlt. Sehnsucht kann für einen Künstler gefährlich werden, weil sie leicht außer Kontrolle geraten kann. Sie kann einen zerreißen.“

Kritiker beschrieben seine Virtuosität als „kühl“, „intellektuell“ und Weissenberg als „kalkulierender Pianist mit einer absolut makellosen Technik“.
Vladimir Horowitz sagte einmal, nachdem er Weissenberg live mit dem 3. Klavierkonzert d-moll von Rachmaninow gehört hatte, das er selber besonders schätzte und von dem seine Interpretation als beispielhaft galt:

„Wenn mir je einer folgen kann, dann ist es Alexis Weissenberg.“

Nach einem Klavierabend in der New Yorker Carnegie Hall am 2. Dezember 1970 schrieb Harold C. Schonberg in der New York Times unter anderem:

„Mr. Weissenberg spielt in einer Klasse für sich. Alleine mit der Interpretation der h-Moll-Sonate von Chopin könnte er eine Weltkarriere machen. Er ist ein Kraftwerk.“

Nach seiner Rückkehr auf die großen Konzertpodien nahm Weissenberg etliche Chopin-Werke auf: Die Nocturnes, die b-Moll- und h-Moll-Sonaten, die beiden Klavierkonzerte sowie alle übrigen Werke für Klavier und Orchester.
Glenn Gould hörte darin ein neues Chopin-Bild, entstaubt von aller üblichen Salonsüße. In mehreren seiner Rundfunksendungen äußerte er sich dahingehend:

„dass Weissenberg ihn durch seine Kunst selbst mit Werken fasziniere, zu denen er selbst eigentlich keinen Zugang gehabt habe. Und führte neben Weissenbergs Chopin vor allem dessen ‚Carnaval‘ von Robert Schumann exemplarisch an.“

Es heißt:

„Seine Interpretation der ‚Bilder einer Ausstellung‘ von Modest Mussorgski sei an Klangpracht, scharfen rhythmischen Gegensätzen und einer schier unfassbaren Steigerung im ‚Großen Tor von Kiew‘ nur von Horowitz und Swjatoslaw Richter erreicht worden.“

In einem vom SR aufgezeichneten Gespräch, das vor einem öffentlichen Fernsehkonzert, u. a. mit der h-Moll-Sonate von Chopin, ausgestrahlt wurde, meinte Alexis Weissenberg auf eine entsprechende Frage des Interviewers Peter Rocholl ... „es muss wieder ganz aktuell sein, wenn man Chopin spielt. Wenn man ihn spielt wie vor 50 Jahren, dann wird es unerträglich. Da bin ich mir sicher (...) Eigentlich darf man nie an die Tradition glauben. Die Tradition ist eine Garantie des Todes der Musik. Davon bin ich überzeugt.“

### Plattenaufnahmen
- Weissenberg hat für RCA/BMG, neben einigen Werken von Claude Debussy, die vier Scherzi von Chopin sowie dessen dritte Klaviersonate op. 58 eingespielt.
- In der zweiten Hälfte der 1960er Jahre spielte er bei EMI seine erste Deutung der Goldberg-Variationen, alle Partiten und die Chromatische Fantasie und Fuge (BWV 903), die »Ouverture française« (BWV 831) und das Italienische Konzert (BWV 971) von Johann Sebastian Bach ein. 1981 nahm er die Goldberg-Variationen ein zweites Mal auf – das Resultat wertete Weissenberg später als äußerst unbefriedigend.
- 1981 nahm Alexis Weissenberg mit der damals 16-jährigen Anke Engelke die Lieder »Wiegenlied für Erwachsene« (Musik: Alexis Weissenberg; Text: B. Boca/F. Lacombrade; deutscher Text: Th. Woitkewitch; Arr.: P. Herbolzheimer) und Eins-zwei-drei (Der vergessene Walzer) aus: La Fugue auf.
- Alexis Weissenberg gilt wie Wladimir Horowitz als bedeutender Schumann-Interpret. Seine Einspielungen der C-Dur-Fantasie, op. 17, der Kinderszenen, op. 15 – ein Werk, das Weissenberg besonders liebt –, des Carnaval, op. 9, seine Deutung der Humoreske, der Davidsbündlertänze, op. 6 oder die Wiedergabe des Albums für die Jugend, op. 68, sind Ausdruck von Weissenbergs Fähigkeit, sich in die feinsten psychologischen Nuancen dieser Werke einzufühlen.
- Es gibt drei Aufnahmen von Sergei Rachmaninows 3. Klavierkonzert d-moll, dirigiert von Georges Prêtre, Seiji Ozawa und Leonard Bernstein.
- Mit Herbert von Karajan und den Berliner Philharmonikern nahm er Rachmaninows 2. Klavierkonzert c-Moll auf.
- Rachmaninows Mélodies (= Lieder/Songs) mit dem Tenor Nicolai Gedda.
- Weissenbergs Wiedergabe aller Préludes von Rachmaninow sind eine der wenigen Aufnahmen, die nie aus den internationalen Katalogen gestrichen wurden. Sie haben Kultcharakter und gehörten zu den bevorzugten Musikaufnahmen von Herbert von Karajan.
- Auch mit Herbert von Karajan César Francks »Symphonische Variationen«, das b-Moll-Konzert von Tschaikowski und die fünf Klavierkonzerte von Beethoven. Die Aufnahme des 4. Beethoven-Konzertes wird besonders geschätzt.
- Von Ludwig van Beethoven hat Alexis Weissenberg drei Sonaten eingespielt: die »Pathétique« ohne jedes hohle und falsche Pathos, die Mondscheinsonate und eine alle falschen Heroismen vermeidende, mit kühler Leidenschaft gespielte Appassionata.
- Im Bereich der Kammermusik gibt es die drei Violinsonaten von Brahms sowie die A-Dur-Sonate von César Franck mit Anne-Sophie Mutter (EMI, 1982). Alexis Weissenberg förderte die junge Anne-Sophie Mutter wie Karajan und sein Manager und langjähriger Freund Michel Glotz aus Paris.

Als Weissenberg zur Deutschen Grammophon Gesellschaft wechselte, nahm er noch vier CDs auf:
- Debussy: diverse Klavierwerke, Scarlatti: Sonaten (Auswahl), Rachmaninow: Sonaten Nr. 1 & 2 sowie Bach: Partiten Nr. 4 & 6 und das Italienische Konzert
- 2004 kam die 4 CD-Box »Les Introuvables d’Alexis Weissenberg« (EMI) auf den Markt, unter anderem mit Weissenbergs Interpretation des Klavierkonzertes in G-Dur von Ravel und des 3. Klavierkonzertes Sergei Prokofjews (beide mit Seiji Ozawa als Dirigent).
- Auf einer dieser CDs sind auch die Valses nobles et sentimentales von Ravel, die einen Vergleich zu den Aufnahmen von Vlado Perlemuter, einem Freund Ravels, nahelegen oder dem Ravelspezialisten Robert Casadesus, die h-Moll-Sonate von Franz Liszt, nun in Stereo, und auf der zweiten CD das Klavierkonzert Nr. 1 d-moll von Johannes Brahms (mit Riccardo Muti und dem Philadelphia Orchester). In allen Fällen handelt es sich um Referenzaufnahmen der Werke wie der 2. Klaviersonate, b-Moll, von Frédéric Chopin.
- Mit Carlo Maria Giulini hat er zwei Mozart-Klavierkonzerte aufgenommen, das Jeunehomme-Konzert, KV 271 und das Klavierkonzert C-Dur, KV 467, das Klavierkonzert Nr. 1 d-moll von Johannes Brahms.
- Erwähnenswert in Weissenbergs Diskografie sind noch die Liedbegleitungen der Sopranistin Montserrat Caballé und des Baritons Hermann Prey.

### Verfilmung
Es gibt eine Verfilmung von Alexis Weissenbergs Klavierspiel der Trois Mouvements de Pétrouchka von Strawinski – Regisseur: Åke Falck. Weissenberg spielt auf einem stummen Klavier im Playback-Verfahren zu seiner eigenen Einspielung aus dem Jahr 1964. Daneben existieren weitere Filmdokumente, so z. B. des b-Moll-Klavierkonzertes von Tschaikowski sowie des 2. Klavierkonzertes in c-Moll von Rachmaninow (beide mit Herbert von Karajan und den Berliner Philharmonikern, Regie ebenfalls Åke Falck – 1973).
Im April 2008 erschien eine DVD mit dem Titel Weissenberg. Diese enthält außer dem berühmten Petruschka-Film das vollständige Klavierkonzert Nr. 2 B-Dur, op. 83 von Johannes Brahms (mit Georges Prêtre und dem Orchestre de l'ORTF), Werken von Chopin, Rachmaninow, Skrjabin, J. S. Bach und ein längeres, neueres Interview mit Alexis Weissenberg in französischer Sprache (mit englischen Untertiteln) über den Petruschka-Film. Das Geleitwort zu Weissenberg und der DVD schrieb Michel Glotz.

## Der Komponist
Alexis Weissenbergs eigene Kompositionen für Klavier solo, darunter eine »Sonate en état du jazz«, sind von dem britischen Pianisten Simon Mulligan komplett eingespielt worden (Label: Nimbus).
2007 hat Marc-André Hamelin die »Sonate en état de jazz« erneut aufgenommen und spielt sie seither regelmäßig in seinen Konzertprogrammen mit ganz außergewöhnlichem Erfolg (Label: Hyperion).
Die Uraufführung der Komposition Nostalgie fand am 22. Oktober 1992 am Staatstheater Darmstadt statt. Das Jazz-Musical verzichtet auf ein Orchester, das Bühnenspiel wird musikalisch von zwei Klavieren getragen. Weissenberg beschrieb das Werk selbst, welches aus „Szenen und Bilder, die ohne erkennbare Chronologie in Gegenwart, Vergangenheit und Zukunft spielen“ als „surrealistisches Musical“.